# 棍狀真巨口魚
棍狀真巨口魚（学名：Eustomias dendriticus）为輻鰭魚綱巨口鱼目巨口鱼科的其中一種。分布於東大西洋亞熱帶海域，為深海魚類，棲息深度0-1500公尺，體長可達12.9公分。

## 扩展阅读
維基物種上的相關：棍狀真巨口魚